# Vîdne, Oleksandria
Vîdne (în ucraineană Видне) este un sat în comuna Izmailivka din raionul Oleksandria, regiunea Kirovohrad, Ucraina.

## Demografie
Componența lingvistică a localității Vîdne
     Ucraineană (81,48%)
     Rusă (18,52%)
Conform recensământului din 2001, majoritatea populației localității Vîdne era vorbitoare de ucraineană (81,48%), existând în minoritate și vorbitori de rusă (18,52%).